# .krd
.krd — це домен інтернету верхнього рівня (gTLD) для регіону Курдистану в Іраку. 
5 грудня 2013 року Департамент інформаційних технологій Іракського Курдистану підписав угоду про реєстр, підписану ICANN для доменної зони .krd, після проходження всіх необхідних процесів для того, щоб стати оператором реєстру для домену.

## Сайти
- домен верхнього рівня dot.krd [Архівовано 21 вересня 2020 у Wayback Machine.]
- сайт регіонального уряду Курдистану: GOV. [Архівовано 12 березня 2020 у Wayback Machine.] KRD [Архівовано 12 березня 2020 у Wayback Machine.]
- сайт президентства Курдистану: президент.gov.krd [Архівовано 11 червня 2020 у Wayback Machine.]